# Pääskyssaari (ö i Södra Savolax)
Pääskyssaari är en ö i Finland. Den ligger i sjön Kuolimo och i kommunen Sankt Michel i den ekonomiska regionen  S:t Michel och landskapet Södra Savolax, i den södra delen av landet, 190 km nordost om huvudstaden Helsingfors. Öns area är 0,5 hektar och dess största längd är 130 meter i nord-sydlig riktning.